# Bianca Dittrich
Bianca Dittrich (né en 1977) est une physicienne théoricienne allemande surtout connue pour sa contribution à la gravité quantique à boucles et pour son approche de la gravité quantique. Elle est membre du corps professoral de l'Institut Périmètre de physique théorique à Waterloo (Ontario, Canada) depuis 2012. Elle est également professeure auxiliaire à l'Université de Guelph et à l'Université de Waterloo.
Dittrich a obtenu son doctorat en 2005 à l'Institut Max Planck de physique gravitationnelle à Potsdam, en Allemagne, sous la direction de Thomas Thiemann. Elle a ensuite travaillé en tant que chercheure postdoctorale à l'Institut Périmètre jusqu'en 2008, en tant que boursière Marie Curie à l'Université d'Utrecht jusqu'en 2009 et en tant que chef du groupe de recherche à l'Institut Max Planck de physique gravitationnelle jusqu'en 2012. La même année, elle est nommée à la faculté de recherche de l'Institut Périmètre.

## Distinctions
En 2007, Dittrih reçoit la médaille Otto Hahn (en) pour les jeunes scientifiques de la Max Planck Society. En 2008-2009, elle est récipiendaire de la bourse de recherche Marie Curie. En 2014, elle a reçu le prix Ontario Early Researcher Award.